# Frente por los Derechos Igualitarios
El Frente por los Derechos Igualitarios (FDI) es una unión de organizaciones, colectivos y activistas independientes que trabajan para asegurar el goce de los Derechos Humanos de todas las personas en Costa Rica. Se trata de una reunión de varias fuerzas sociales todas ellas en concordancia en la lucha por la reivindicación, defensa y protección de los Derechos Humanos de poblaciones lésbicas, gays, bisexuales y trans (LGBT).

## Historia
El FDI se fundó en 2013, como un espacio de diálogo y colaboración entre distintas organizaciones que anteriormente trabajaban en forma desarticulada.
La primera iniciativa de esta organización fue la recolecta de firmas para conseguir presentar a la Asamblea Legislativa un proyecto matrimonio igualitario por medio del mecanismo de la iniciativa popular. Se consiguieron un total de 55.000 firmas. Esta cifra, a pesar de no ser suficiente para realizar la iniciativa, ayudó a crear un ambiente de apoyo hacia la temática del matrimonio civil entre personas del mismo sexo en la Asamblea Legislativa.
El FDI participa activamente en distintos espacios de incidencia, tanto con instancias estatales como con otras organizaciones no gubernamentales.

## Proyecto de matrimonio igualitario

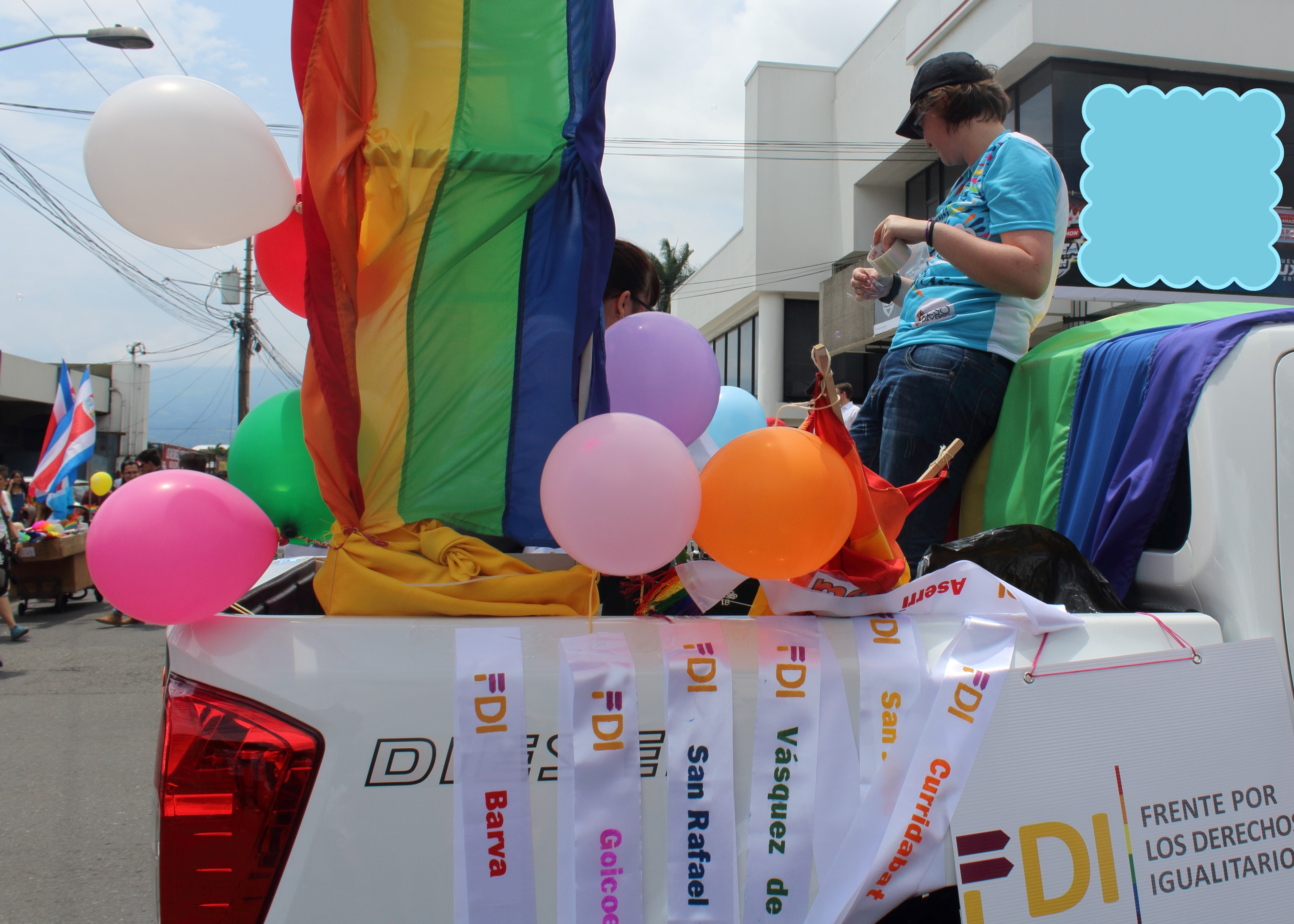
Campaña Matrimonio Igualitario - junio de 2013

Como consecuencia de esta acción previa, el jueves, 10 de diciembre de 2015, se presentó el proyecto de matrimonio igualitario número 19852.
"Este proyecto viene a proteger legalmente la vida en común de las parejas del mismo sexo, con los mismos derechos y deberes que cualquier otra pareja. Hace ya 10 años se presentó el primer proyecto de reconocimiento de uniones, y aun en este momento, estas parejas sufren de una odiosa discriminación a pesar de cumplir con los mismos requisitos que las demás”, dijo Larissa Arroyo, vocera del FDI
"Para el costarricense promedio la vida íntima suele ser un asunto privado. La mayoría de costarricenses, aun los más conservadores, suelen basarse en la filosofía de “no preguntes, no digas”. Así como existen segmentos fuertemente tradicionales con posturas homofóbicas y una fuerte oposición por parte de la Iglesia Católica y muchas de las iglesias evangélicas hacia la equiparación de derechos, otros segmentos de la sociedad suelen ser mucho más liberales especialmente entre los sectores académicos, jóvenes, universitarios, de clase media y de pensamiento laico".
El proyecto contó con la firma de 12 Diputados y Diputadas de 3 partidos políticos distintos: Por el Partido Acción Ciudadana firmaron Franklin Corella, Marcela Guerrero, Marvin Atencio, Epsy Campbell, Henry Mora y Víctor Morales. Por el Frente Amplio firmaron Edgardo Araya, Ligia Fallas, Patricia Mora, Jorge Arguedas y José Francisco Camacho. Por el Partido Liberación Nacional firmaron Ronny Monge y Carlos Arguedas.

Esta iniciativa se encuentra alineada con los Objetivos de Desarrollo Sostenible de las Naciones Unidas, específicamente con el Objetivo 10: Reducir la desigualdad en y entre los países que en una de sus metas indica: lo siguiente (el resaltado es propio):
"Garantizar la igualdad de oportunidades y reducir la desigualdad de los resultados, en particular mediante la eliminación de las leyes, políticas y prácticas discriminatorias y la promoción de leyes, políticas y medidas adecuadas a ese respecto"
Existen voces que desde afuera que promueven que Costa Rica se convierta en un país libre de discriminaciones y con igualdad de derechos para la totalidad de la población. Uno de los grupos más grandes de los Estados Unidos, en relación con la lucha por los derechos igualitarios Human Rights Watch, en una carta escrita por Boris Dittrich y dirigida al presidente Luis Guillermo Solís le argumenta la importancia de estos derechos. A su vez, y en relación con la marcha del orgullo del 2016, la embajada de los Estados Unidos mostró su apoyo para que Costa Rica se convierta en un país promotor de los derechos igualitarios.

## Organizaciones
El FDI estuvo compuesto por las siguientes organizaciones, en el momento de presentar el proyecto de ley supracitado:
| Organización                                                               | Referencia |
| -------------------------------------------------------------------------- | --- |
| Asociación Ciudadana ACCEDER (Acción estratégica por los Derechos Humanos) | |
| Beso Diverso                                                               | Archivado el 17 de enero de 2021 en Wayback Machine. www.besodiverso.org Archivado el 17 de enero de 2021 en Wayback Machine. |
| Colectiva Lésbica Feminista Irreversibles                                  | www.facebook.com/colectivairreversibles                                                                                       |
| Colectivo Costarricense de Psicología de la Liberación                     | www.facebook.com/psicologialiberacioncr                                                                                       |
| Comisión de Diversidad Sexual del Partido Acción Ciudadana (DiversiPAC)    | https://pac.cr/diversidad-sexual-vs-derechos-igualitarios/                                                                    |
| Comunidad Arcoíris (CARI)                                                  | http://www.caricr.com/ Archivado el 24 de octubre de 2018 en Wayback Machine.                                                 |
| Espacio Latinoamericano de Sexualidades y Derechos (Mulabi)                | https://www.facebook.com/MulabiEspacio-Latinoamericano-de-Sexualidades-y-Derechos- http://www.mulabi.org/                     |
| Familias Diversas                                                          | https://www.facebook.com/Familias-Diversas-Costa-Rica-241503699326526/?fref=ts                                                |
| Federación de Estudiantes de la Universidad de Costa Rica (FEUCR)          | https://www.facebook.com/FEUCR                                                                                                |
| Foro Autónomo de Mujeres                                                   | na |
| Heterosexuales por la Igualdad de Derechos                                 | https://www.facebook.com/Heterosexuales-por-la-igualdad-de-derechos-130530560294818                                           |
| Hijas de la Negrita                                                        | https://www.facebook.com/Las-Hijas-de-la-Negrita                                                                              |
| Juventud Frente Amplio (JFA)                                               | https://www.facebook.com/jfrenteamplio                                                                                        |
| Movimiento Diversidad                                                      | https://www.facebook.com/MovimientoDiversidadCostaRica                                                                        |
| Movimiento INVISIBLES                                                      | https://www.facebook.com/InvisiblesCR                                                                                         |
| Personas Sexualidades y Géneros (PSG)                                      | https://www.facebook.com/psgjuntxs                                                                                            |
| Revista Lesbitgay                                                          | https://www.facebook.com/Revista-Lesbitgay                                                                                    |

## Organizaciones externas que apoyaron el proyecto
Para la presentación del proyecto de matrimonio igualitario, el FDI ha contó el respaldo de las siguientes organizaciones:
| Organización                                                                         | Referencia                                              |
| ------------------------------------------------------------------------------------ | ------------------------------------------------------- |
| Casabierta                                                                           | na                                                      |
| Centro de Investigación y Promoción en Derechos Humanos para América Central (Cipac) | http://www.cipacdh.org/                                 |
| Colectiva por el Derecho a Decidir (CPDD)                                            | http://www.colectiva-cr.com/                            |
| Colectivo Furia Rosa                                                                 | https://www.facebook.com/colectivofuriarosa             |
| Del Rojo Al Púrpura                                                                  | https://www.facebook.com/delrojoalpurpura               |
| Equipo Maduros                                                                       | na                                                      |
| Gente Diversa                                                                        | https://www.facebook.com/gentediversa2013               |
| Hombres Trans de Costa Rica                                                          | na                                                      |
| Junta Directiva del Foro de Juventudes Fuerza Verde                                  | na                                                      |
| Iglesia Luterana Costarricense (ILCO)                                                | https://www.facebook.com/Iglesia-Luterana-Costarricense |
| Libertic@s                                                                           | na                                                      |
| Luchando por la Igualdad de Género                                                   | na                                                      |
| Marcha de la Diversidad                                                              | https://www.facebook.com/FestivaldeLaDiversidad         |
| Mea Culpa                                                                            | https://www.facebook.com/Mea.Culpa.CostaRica            |
| Observatorio Ético Internacional Centroamérica (OBETICA)                             | www.observatorioetico.org                               |
| Peras del Olmo                                                                       | https://www.facebook.com/pdocr                          |
| Plataforma Liberal Progresista                                                       | https://www.facebook.com/liberalprogresistacr           |
| Piropos o Acoso                                                                      | https://www.facebook.com/piroposoacoso                  |
| Punto en Vibra                                                                       | https://www.facebook.com/PuntoEnVibra/                  |
| Radio Ambiente                                                                       | na                                                      |
| Revista Gente 10                                                                     | https://www.facebook.com/RevistaGente10                 |
| Stop Homofobia                                                                       | https://www.facebook.com/Stop-Homof%C3%B3bia-Costa-Rica |
| Ticosos                                                                              | https://www.facebook.com/TicOsos-osos-de-Costa-Rica     |